# Tsuyoshi Yoshitake
Tsuyoshi Yoshitake (吉武 剛 Yoshitake Tsuyoshi?, nacido el 8 de septiembre de 1981 en Mie) es un exfutbolista japonés. Jugaba de centrocampista y su último club fue el Yuen Long FC.

## Trayectoria

### Clubes
| Club                     | País           | Año         |
| ------------------------ | -------------- | ----------- |
| Yokohama FC              | Japón          | 2000 - 2006 |
| Tokyo Verdy              | Japón          | 2007 - 2008 |
| Charleston Battery       | Estados Unidos | 2009        |
| Crystal Palace Baltimore | Estados Unidos | 2010        |
| Austin Aztex             | Estados Unidos | 2010        |
| Tampa Bay Rowdies        | Estados Unidos | 2011 - 2012 |
| Yokohama FC Hong Kong    | Hong Kong      | 2012 - 2014 |
| Yuen Long FC             | Hong Kong      | 2014 - 2015 |

## Palmarés

### Títulos nacionales
| Título    | Club        | País  | Año  |
| --------- | ----------- | ----- | ---- |
| J2 League | Yokohama FC | Japón | 2006 |